# Cattedrale del Crocifisso
La cattedrale del Crocifisso (in greco Μητροπολιτικός Ναός τοῦ Ἐσταυρωμένου?) è la cattedrale ortodossa di Chora, nell'isola di Cerigo (Citera), e sede della metropolia di Cerigo. La chiesa del Crocifisso fu costruita intorno al 1660 dal vescovo di Citera Philotheos Darmarou, come testimoniato da un'iscrizione dedicatoria posta all'ingresso della chiesa con lo stemma della famiglia Darmarou.